# Empis dusmetii
Empis dusmetii är en tvåvingeart som beskrevs av Gabriel Strobl 1909. Empis dusmetii ingår i släktet Empis och familjen dansflugor. Inga underarter finns listade i Catalogue of Life.